# قرفیص
قرفیص (به عربی: قرفیص) یک روستا در سوریه است که در استان لاذقیه واقع شده‌است. قرفیص ۷۹۹ نفر جمعیت دارد.